# 那仓·向巴昂翁·丹曲成来
那仓·向巴昂翁·丹曲成来（1940年—），男，藏族，四川省甘孜县人，第七世那仓活佛。

## 生平
1943年，他被认定为六世那仓活佛的转世灵童。1944年在甘孜县色西底那仓寺坐床，正式继任那仓活佛。1956到1958年，在西藏拉萨甘丹寺学习。1965年，因为宗教原因而被戴上了“反革命”帽子，1979年获得平反。
1981年到1984年，任甘孜县人大常委、甘孜县政协副主席、甘孜县佛教协会会长等职务。1987年，赴北京的中国藏语系高级佛学院学习，毕业后留校担任副院长。后来，他历任北京市政协常委、全国政协委员、中国佛教协会副秘书长等职。